# Mieszkanie-Pracownia Kazimiery Iłłakowiczówny
Mieszkanie-Pracownia Kazimiery Iłłakowiczówny – muzeum poświęcone Kazimierze Iłłakowiczównie, mieszczące się w mieszkaniu nr 8 przy ulicy Gajowej 4 na poznańskich Jeżycach, w mieszkaniu zajmowanym przez poetkę od 1948 do śmierci.

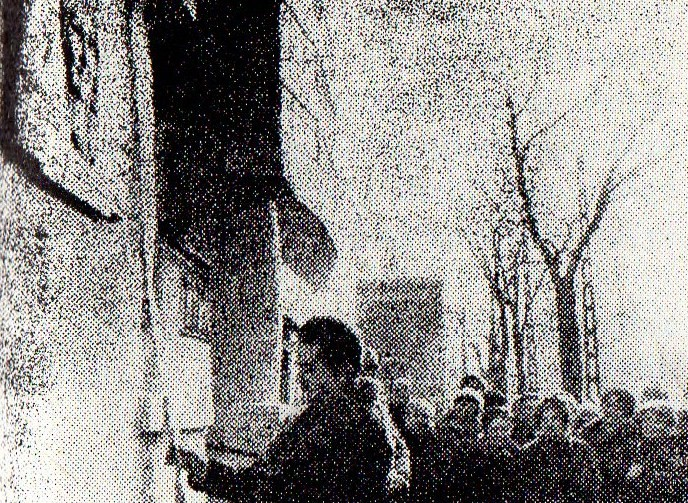
Otwarcie placówki (wstęgę przecina prezydent Andrzej Wituski)

## Charakterystyka
Zostało otwarte 16 lutego 1984, w pierwszą rocznicę jej śmierci. W stanie niezmienionym pozostawiono rozkład mebli w pokoju, w którym mieszkała.
Ekspozycja składa się z dwóch części. W pierwszej zgromadzono świadectwa, odznaczenia i nagrody otrzymane przez poetkę, fotokopie dokumentów i listów (a także maskę pośmiertną, studencki indeks UJ itp.), a także pierwsze wydanie Ikarowych lotów, część druga natomiast to pokój, z zachowanym wyposażeniem (meble, obrazy, książki i przedmioty codziennego użytku). Pieczę nad muzeum sprawuje Biblioteka Raczyńskich.
W lutym 2014 odbyły się uroczystości 30-lecia placówki. Zaprezentowano film Piętno autorstwa Grażyny Banaszkiewicz ukazujący mieszkanie poetki w latach 80. XX wieku, wiersze Iłłakowiczówny deklamowała Daniela Popławska z Teatru Nowego w Poznaniu, a teatr Ba-Ku przedstawił sztukę Ćma. W Bibliotece Raczyńskich odbyła się impreza towarzysząca – wystawa W poezji skamieniało – jest żywe, przygotowana przez Towarzystwo Miłośników Wilna i Ziemi Wileńskiej.
Przez pewien czas poetka dzieliła mieszkanie z rodziną Żyndów, w tym z późniejszym profesorem Stefanem Żyndą.
W mieszkaniu tym odbyła się w 1981 uroczystość przyznania poetce doktoratu honoris causa Uniwersytetu im. Adama Mickiewicza w Poznaniu, co odbiegało od przyjętych rozwiązań (uroczystości takie odbywają się zwykle w reprezentacyjnych aulach). Rozmiary pomieszczeń i stan zdrowia artystki pozwalał na przebywanie w pokoju tylko dwóch osób, w tym rektora UAM.
W muzeum odbywają się co roku uroczystości wręczenia Nagrody im. Kazimiery Iłłakowiczówny.